# باشگاه فوتبال اسپورتینگ کانزاس‌سیتی
اسپورتینگ کانزاس‌سیتی (به انگلیسی: Sporting Kansas City) یا اسپورتینگ کی سی (به انگلیسی: Sporting KC) یک تیم فوتبال در شهر کانزاس سیتی در آمریکا است که در لیگ برتر فوتبال آمریکا (ام ال اس) بازی می‌کند.
این تیم سابقاً با نام کانزاس سیتی ویزاردز (به انگلیسی: Kansas City Wizards) در لیگ شرکت داشت که در سال ۲۰۰۹ تغییر نام به نام کنونی داد.
اسپورتینگ دو بار قهرمان لیگ ام‌ال اس گردیده است.
ورزشگاه خانگی و ویژه این تیم اسپورتینگ پارک است.

## سوابق
- قهرمان دوره حذفی ام‌ال اس
  - دو مرتبه در سالهای ۲۰۰۰ و ۲۰۱۳
- قهرمان فصلی لیگ ام‌ال اس
  - یک مرتبه در سال ۲۰۰۰
- همایش غربی
  - قهرمان فصلی همایش سه مرتبه: ۱۹۹۷ و ۲۰۰۰ و ۲۰۰۴
  - قهرمان همایش در ۲۰۰۴
- همایش شرقی
  - قهرمان فصلی همایش دو مرتبه: ۲۰۱۱ و ۲۰۱۲
  - قهرمان همایش در ۲۰۱۳
- جام یو اس اوپن لامار هانت
  - قهرمانی دو مرتبه: در ۲۰۰۴ و ۲۰۱۲

## بازیکنان
ترکیب کنونی تیم اسپورتینگ کی سی از قرار زیر است:
| شماره | پست        | نام                     | ملیت                |
| ----- | ---------- | ----------------------- | ------------------- |
| 21    | دروازه بان | جان کمپین (بازیکن بومی) | ایالات متحده آمریکا |
| 18    | دروازه بان | تیم ملیا                | ایالات متحده آمریکا |
| 2     | مدافع      | اریک پالمر-براون        | ایالات متحده آمریکا |
| 3     | مدافع      | آیک اوپارا              | ایالات متحده آمریکا |
| 4     | مدافع      | کوین الیس (بازیکن بومی) | ایالات متحده آمریکا |
| 5*    | مدافع      | مت بسلر                 | ایالات متحده آمریکا |
| 23    | مدافع      | جلیل عنی بابا           | ایالات متحده آمریکا |
| 17    | مدافع      | سعد عبدالسلام           | ایالات متحده آمریکا |
| 7*    | مدافع      | چنس مایرز               | ایالات متحده آمریکا |
| 15    | مدافع      | سث سینوویچ              | ایالات متحده آمریکا |
| 71    | مدافع      | مارسل دجونگ             | کانادا              |
| 13    | مدافع      | عمادو دیا               | فرانسه              |
| 27    | هافبک      | راجر اسپینوزا           | هندوراس             |
| 94    | هافبک      | جیمی مدراندا            | کلمبیا              |
| 11    | هافبک      | برناردو آنیور           | ونزوئلا             |
| 6     | هافبک      | پائولو ناگامورا         | برزیل               |
| 12    | هافبک      | مایکی لوپز              | ایالات متحده آمریکا |
| 22    | هافبک      | کانر هلسی               | ایالات متحده آمریکا |
| 16    | هافبک      | سرواندو کاراسکو         | اسپانیا             |
| 8*    | هافبک      | گراهام زوسی             | ایالات متحده آمریکا |
| 10*   | هافبک      | بنی فیلهابر             | ایالات متحده آمریکا |
| 93    | هافبک      | سونی موستیوا            | فرانسه              |
| 37    | مهاجم      | جیکوب پیترسون           | ایالات متحده آمریکا |
| 14    | مهاجم      | دام دوایر               | انگلستان            |
| 9     | مهاجم      | کریستین نمت             | مجارستان            |
| 18    | مهاجم      | جیمز انسو راجرز         | سیرالئون            |

(*) ملی پوش آمریکا

### بازیکنان بازنشسته
- جیمی نیلسن
- فدریکو بسون
- کلادیو بیلر

## نگارخانه

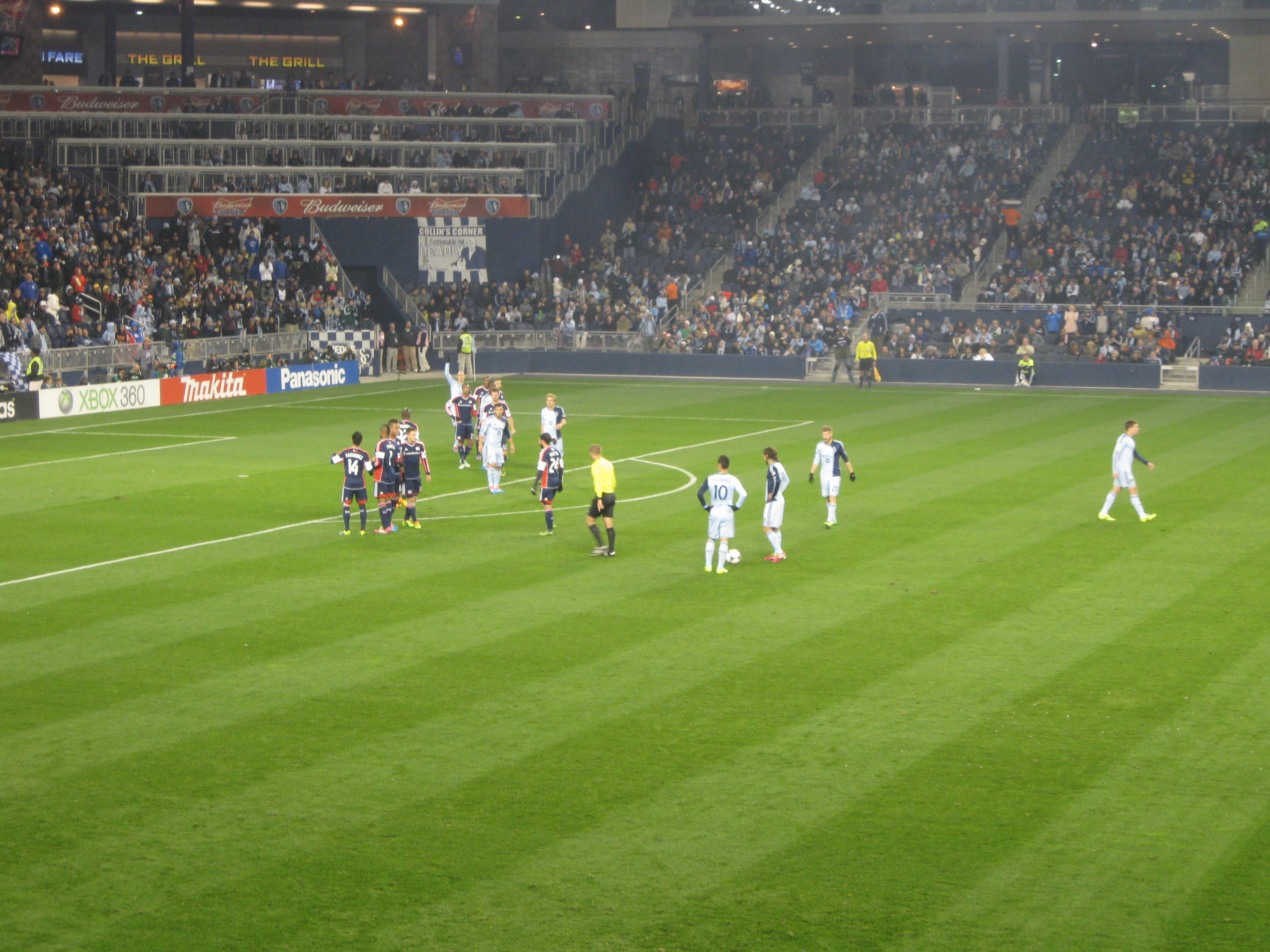
بازی نیمه نهایی همایش شرق سال ۲۰۱۳ در برابر شهر بوستون
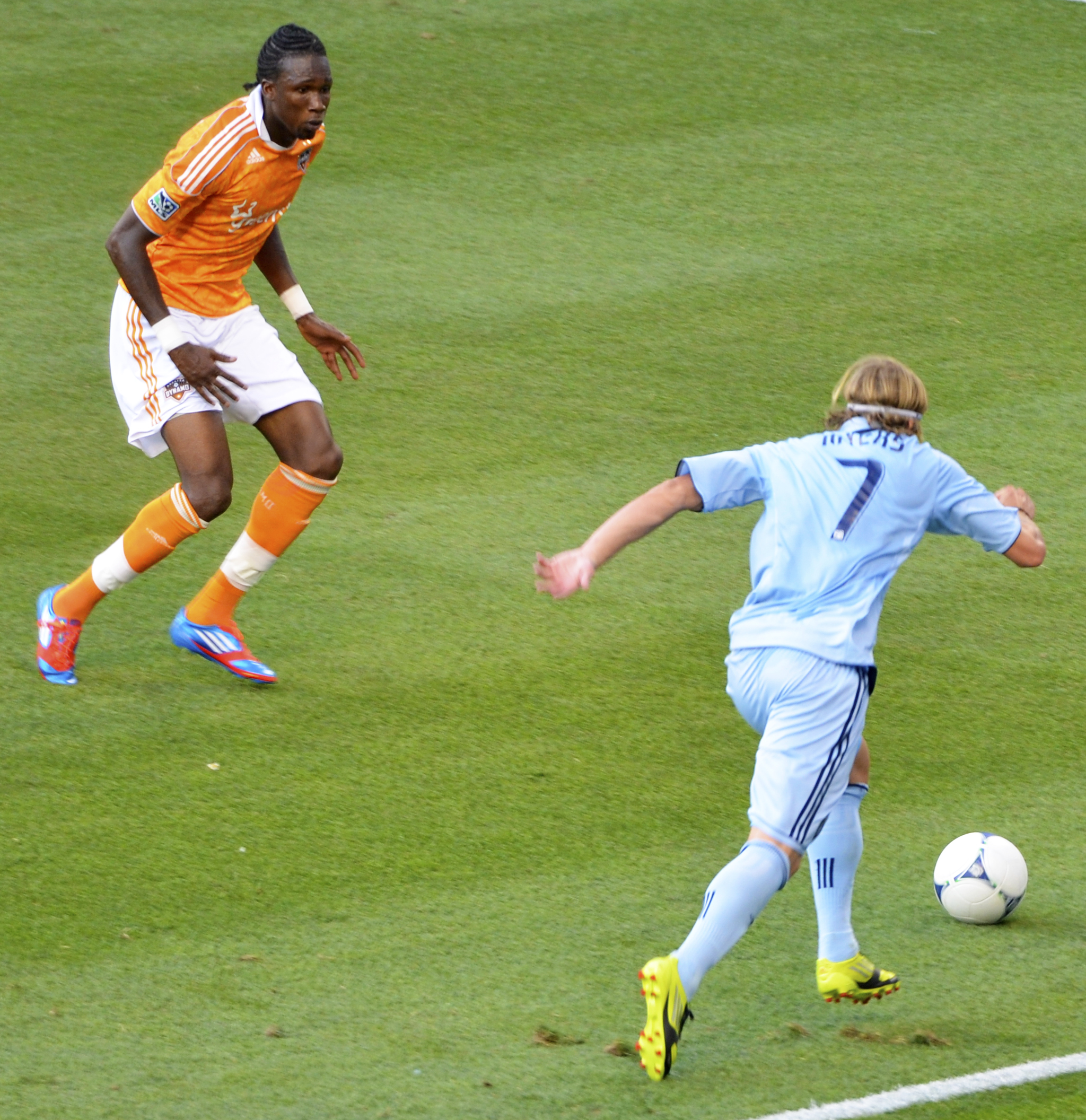
رقیب دیرینه اسپورتینگ کی سی تیم هیوستون دینامو است
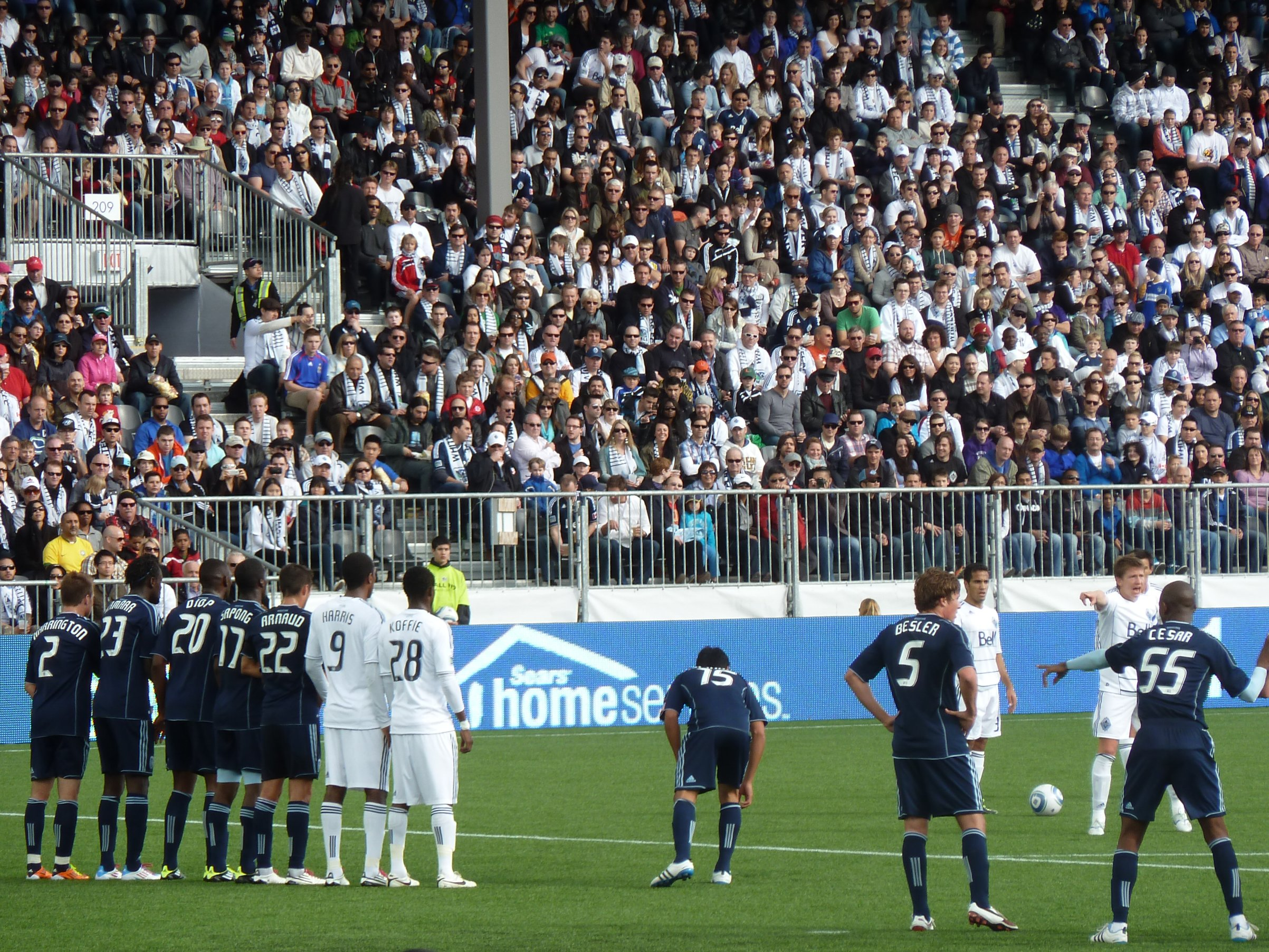
در برابر باشگاه کانادایی ونکوور
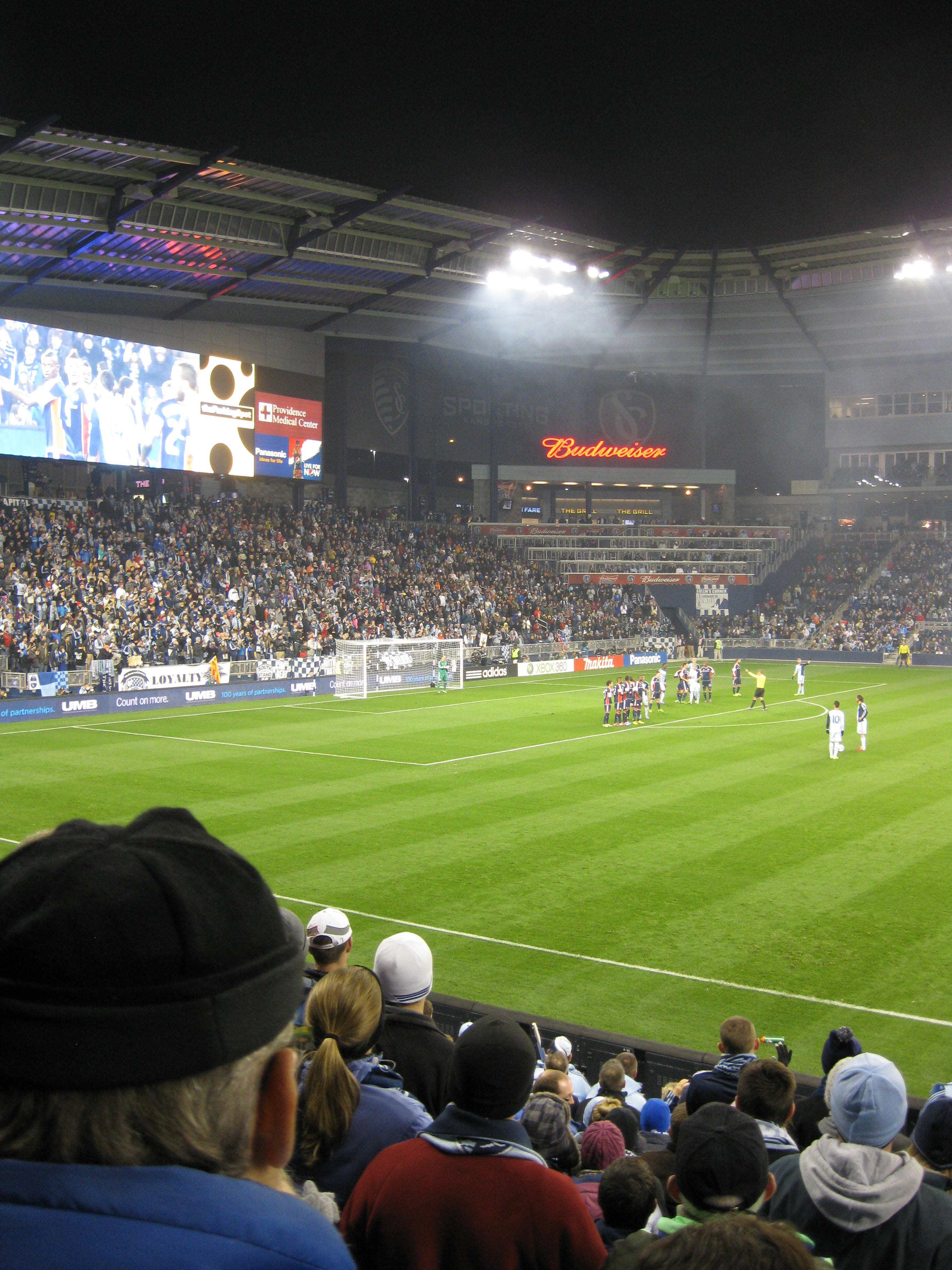
از دلایل موفقیت تیم اسپورتینگ کی سی داشتن ورزشگاه ویژه بوده است.
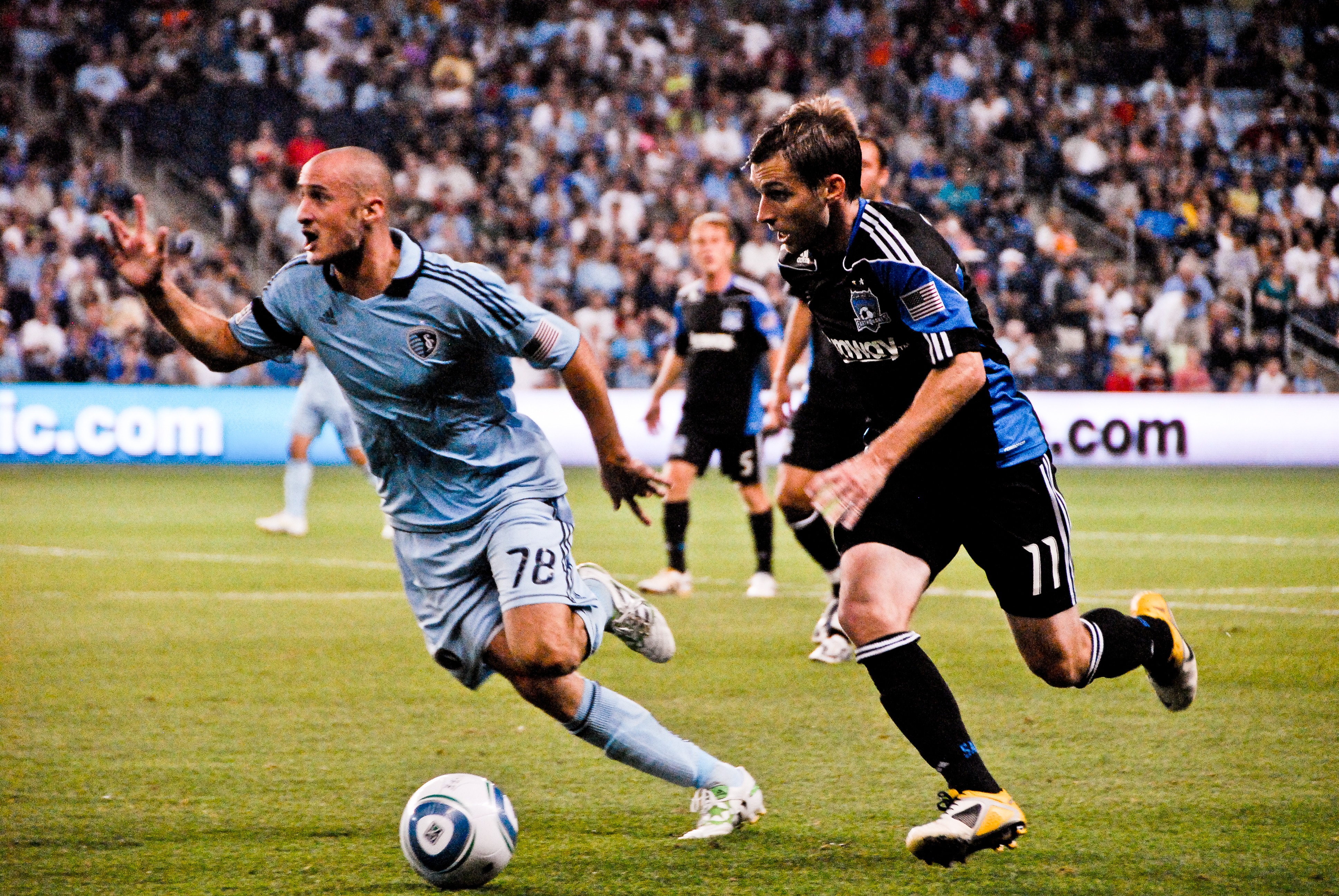
اسپورتینگ کی سی بازیکنان خارجی و ملی پوشان دیگر کشورها را نیز در اختیار دارد